# Mictochroa indigna
Mictochroa indigna là một loài bướm đêm trong họ Noctuidae.